# Гулидов, Владимир Платонович
Владимир Платонович Гулидов (19 (31) октября 1876, Одесса — 30 мая 1920, Омск) — полковник Русской императорской армии, генерал-майор Белого движения (1919), участник Первой мировой и Гражданской войн; был награждён Георгиевским оружием. В 1918 году возглавлял антибольшевистскую подпольную организацию в Красноярске, захватившую власть в городе; был назначен командующим Минусинским фронтом. Расстрелян в 1920 году по приговору трибунала при Реввоенсовете 5-й армии.

## Биография

### Ранние годы
Владимир Гулидов родился 19 (31) октября 1876 года в Одессе в мещанской семье, родом из Херсонской губернии. Кроме него в семье было ещё трое детей: сёстры Любовь и Надежда, а также младший брат Николай. В юности Владимир успел побывать юнгой на пароходе «Царицын» и научиться хорошо рисовать. Он получил среднее образование в Одесском шестиклассном городском училище, после чего 7 июля 1894 года поступил рядовым в 16-й стрелковый Его Величества полк (на правах вольноопределяющегося второго разряда).
Чуть более года спустя, в августе 1895 года, Гулидов был произведён в унтер-офицеры, а уже в сентябре был командирован в Одесское пехотное юнкерское училище. 8 мая 1897 года был перечислен в 55-й пехотный Подольский полк, расквартированный в Бендерах, а 14 сентября — по окончании курса наук в училище — переименован в подпрапорщики. Высочайшим приказом от 22 января 1898 года Владимир Платонович был произведён в подпоручики (со старшинством с 1 сентября 1897 года).
На границе двух веков, 19 мая 1900 года, Гулидов был переведён на службу во Владивосток, в седьмую роту 2-го Владивостокского крепостного пехотного полка. Здесь он принял участие в подавлении боксёрского восстания: был награжден светло-бронзовой медалью «За поход в Китай» в 1900—1901 годы. В полку Владимир Платонович занимал ряд административных должностей: являлся членом комиссии по приему интендантских грузов, был каптенармусом, адъютантом батальона и заведующим отделением полкового лазарета, а также заведовал полковой мастерской. 30 августа 1902 года стал поручиком (со старшинством с 1 сентября 1901 года).

### Русско-японская война и Революция 1905 года
30 октября (12 ноября) 1903 года 2-й Владивостокский крепостной пехотный полк был переименован в 30-й Восточно-Сибирский стрелковый и стал частью 8-й Восточно-Сибирской стрелковой дивизии. Во время Русско-японской войны Гулидов находился в окрестностях Владивостока, «в походах и делах против неприятеля не был» — в годы войны стрелки дивизии перестраивали старую крепость Владивостока «в современную твердыню».
1 января 1905 года Гулидов был назначен полковым казначеем, а 11 декабря — награждён орденом Святого Станислава 3-й степени. 15 сентября того же года Владимир Платонович стал штабс-капитаном. Поскольку город Владивосток располагался в прифронтовом полосе, Гулидов получил светло-бронзовую медаль «В память русско-японской войны». Ещё с начала августа он получил под своё командование пятую роту своего полка.
Во время Революции 1905 года полк Гулидова разделился: часть его соединений участвовала в подавлении восстаний во Владивостоке в 1905—1906 годах, а часть — присоединилась к мятежникам. Летом 1906 года дивизия Гулидова была передислоцирована в Енисейскую губернию: 30-й и 31-й полки оказались в Красноярске. В 1909 году Владимир Гулидов получил орден Святой Анны 3-й степени, а также «обыкновенный приз за состязательную стрельбу из револьвера». В августе 1910 года дивизию и составляющие её полки снова переименовали — они стали именоваться просто Сибирскими, сохранив старую нумерацию.

### Первая мировая война
С началом Первой мировой войны 8-я Сибирская стрелковая дивизия оказалась в составе III Сибирского армейского корпуса и была отправлена на фронт, в район Осовец — Граево. Уже в середине сентября корпусу было приказано перейти в наступление и овладеть городом Августов. Вскоре семья Гулидовых получила телеграмму о ранении Владимира Платоновича шрапнелью в ногу.
В 1915 году родные Гулидова, который стал к тому моменту подполковником, вновь получили телеграмму о ранении — на этот раз он был ранен под Барановичами пулей в грудь навылет. Как и в первый раз, на лечении Владимир Платонович оказался в госпитале фабриканта Хутарева на московском Зубовском бульваре. Высочайшим приказом от 10 (23) июня 1915 года В. П. Гулидов был награжден Георгиевским оружием, 2 августа стал полковником, а через год, в ноябре 1916, он получил пост командира 59-го Сибирского стрелкового полка. Уже после Февральской, и буквально в канун Октябрьской революции — в октябре 1917 года — Гулидов стал командиром бригады в составе 15-й Сибирской стрелковой дивизии. Но уже вскоре он был уволен по демобилизации советским правительством.

### Гражданская война
Весной 1918 года полковник Гулидов, вернувшийся в марте домой, возглавил антибольшевистское подполье в Красноярске: в организации было до 800 человек, из которых половина имела военный опыт. 18 июня подпольщики взяли контроль над городом, а сам Гулидов стал начальником Красноярского гарнизона и, одновременно, командующим войсками Енисейского района. Вскоре Гулидову было приказано вступить в должность начальника 1-й Енисейской Сибирской стрелковой дивизии (не была сформирована).
16 июля 1918 года Владимир Гулидов получил пост начальника 2-й Степной Сибирской стрелковой дивизии в составе 5-го, 6-го, 7-го и 8-го Степных Сибирских полков; 26 августа дивизию переименовали в 5-ю Сибирскую. Вместе с Партизанской дивизией полковника Бориса Анненкова, 5-я дивизия входила во Второй отдельный Степной Сибирский корпус. Корпус входил в Южную группу Семиреченской армии под командованием генерала Николая Щербакова) — он участвовал в уничтожении Черкасской обороны и в боях с войсками Семиреченского фронта большевиков. С сентября по октябрь Гулидов также же исполнял обязанности начальника гарнизона Семипалатинска. Приказом адмирала Колчака от 28 марта 1919 года (по другим данным — 4 мая) полковник Гулидов «за отличия в делах против неприятеля» получил чин генерал-майора.

### Арест и расстрел
16 декабря 1919 года у сёл Новоселово и Трифоново красные партизаны Петра Щетинкина разгромили 3-ю Сибирскую стрелковую бригаду белых, прикрывавшую Красноярск с юга. В эти же дни в город прибыл сам Колчак: он назначил Гулидова командующим Минусинским фронтом. Но уже 5 января 1920 года Гулидов сдался частям РККА в Красноярске (по другим данным — попал в плен): 16 января он был арестован — Владимир Платонович обвинялся по первой категории (как генерал воинской части, действовавшей на фронте).
28 мая 1920 года военно-полевой трибунал при Реввоенсовете 5-й армии приговорил Гулидова к расстрелу: в его деле имеется справка от 30 мая о приведении приговора в исполнение. После расстрела генерала его награды были проданы женой с аукциона. 15 октября 1998 года прокуратурой Красноярского края Владимир Платонович Гулидов был официально реабилитирован. В литературе существует версия о гибели генерала Гулидова при переходе его частью китайской границы в мае 1920 года.

## Награды
- Орден Святого Станислава 3-й степени (ВП 11.12.1905)
- Орден Святой Анны 3-й степени (1909)
- Орден Святого Станислава 2-й степени (1912)
- Георгиевское оружие (ВП 10.06.1915)
- Орден Святого Владимира 4-й степени с мечами и бантом (ВП 29.03.1916)
- Орден Святой Анны 2-й степени с мечами (ВП 25.10.1916)
- мечи к ордену Святого Станислава 2-й степени (ПАФ 31.03.1917)
- Орден Святого Владимира 3-й степени с мечами (ПАФ 23.10.1917)

## Семья
Во Владивостоке Владимир Гулидов познакомился со своей будущей женой — дочерью московского коллежского асессора Антониной Павловной Константиновой (ум. 12 июня 1922) — в те годы бывшей сестрой милосердия. О родственниках жены известно, что её брат — Александр — был казачьим офицером в Красноярске, другой — Евгений — монахом, а третий брат — Павел — штабным офицером. Кроме того, сестра Антонины Павловны — Елизавета — проживала в Орехово-Стрешнево.
В Красноярске Антонина Павловна преподавала в местных гимназиях музыку и три европейские языка: английский, французский и немецкий. В 1904 году у семьи Гулидовых родился сын Владимир (ум. 1907). В сентябре 1906 года у пары появилась дочь Вера (ум. 13 ноября 2000). Внук генерала — сын Веры Владимировны — Сергей Гулидов (Остроумов) является профессиональным журналистом, публицистом, автором двух пьес об адмирале Колчаке: «Звезда Адмирала» (1998) и «КОЛЧАК» (2005).